# Rhagium sycophanta
Rhagium sycophanta es una especie de escarabajo longicornio del género Rhagium, tribu Rhagiini, familia Cerambycidae. Fue descrita científicamente por Schrank en 1781.
Se distribuye por Albania, Alemania, Inglaterra, Austria, Bélgica, Bosnia y Herzegovina, Bulgaria, Croacia, Dinamarca, España, Finlandia, Francia, Hungría, Italia, Letonia, Lituania, Luxemburgo, Moldavia, Nueva Guinea, Países Bajos, Polonia, Portugal, Rumania, Rusia, Eslovaquia, Eslovenia, Suecia, Suiza, Chequia, Turquía, Ucrania y Yugoslavia. Mide 15-28 milímetros de longitud. El período de vuelo ocurre en los meses de abril, mayo, junio y julio.